# Stomatopora trahens
Stomatopora trahens is een mosdiertjessoort uit de familie van de Stomatoporidae. De wetenschappelijke naam van de soort is voor het eerst geldig gepubliceerd in 1841 door Couch.